# Kerstin Werner (Moderatorin)
Kerstin Werner  (* in Stendal/Altmark) ist eine deutsche Hörfunkmoderatorin.  Zur Zeit der Wende studierte sie Journalistik an der Karl-Marx-Universität Leipzig. Anschließend begann sie als freie Mitarbeiterin bei der Volksstimme in Magdeburg, um dann zur Boulevardzeitung Express zu wechseln. Seit 1991 arbeitet sie beim Hörfunksender NDR 1 Niedersachsen in der Musikredaktion und als Moderatorin. 
Kerstin Werner ist ledig und lebt in Hannover.